# Boog van Trajanus (Ancona)

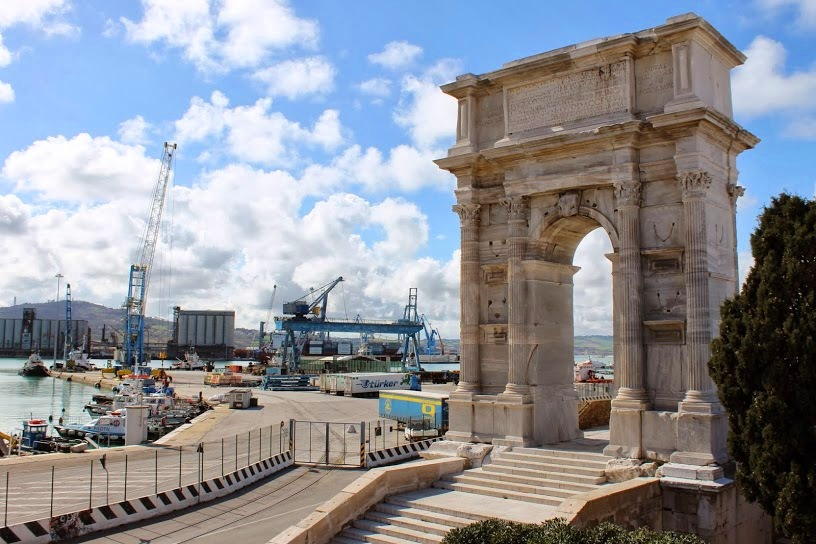
Boog van Trajanus in Ancona

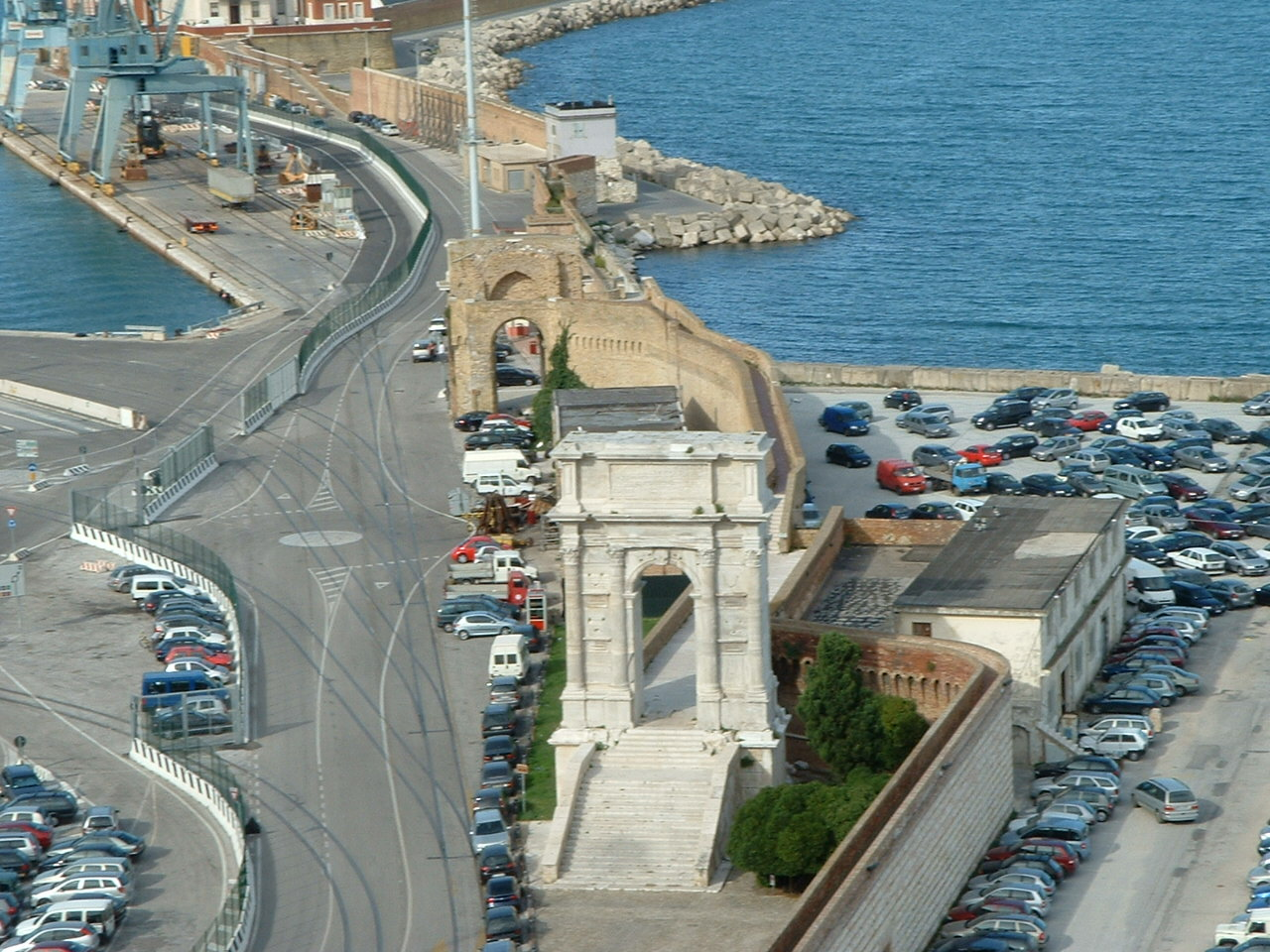
De boog diende als poort in de stadsmuren.

De Boog van Trajanus (2e eeuw) in Ancona bevindt zich in de haven van Ancona (le Marche) in Italië. De triomfboog looft Trajanus, keizer van Rome, omwille van zijn overwinning in de tweede Dacische oorlog.

## Historiek
Vanuit de haven van Ancona, provincie Picenum in het Romeinse Rijk, vertrok de vloot met troepen naar Dacië. Keizer Trajanus liet om deze militaire reden de haven van Ancona belangrijk uitbouwen (jaren 100-105). Na zijn overwinning in Dacië liet keizer Trajanus onder meer in Ancona een triomfboog plaatsen (jaren 115-116). De architect van de keizer was Apollodorus van Damascus. De bevolking was de keizer dankbaar dat hij hun haven had vergroot, zoals uit de inscripties op de boog blijkt. 
De triomfboog is opgetrokken in wit marmer en bevatte vroeger inscripties met letters in koper gegoten. Er wordt aangenomen dat bovenop de boog vroeger 3 beelden in verguld brons stonden. In het midden stond het beeld van keizer Trajanus, rechts van hem Pompeia Plotina, zijn echtgenote, en links van hem, Ulpia Marciana, zijn zus. De zuilen zijn Korintisch. Elke boot die de haven van Ancona binnen voer, zag de triomfboog met de drie bronzen beelden.
In 848 plunderden de Saracenen de koperen letters van de boog; sindsdien is er ook geen spoor meer van de beelden bovenop de boog.
In de 10e-11e eeuw bouwden de inwoners van Ancona hun stadsmuren. De triomfboog werd een middeleeuwse poort van de vesting. Dit bleef zo tot de 19e eeuw. Toen het markgraafschap Ancona deel uitmaakte van de Pauselijke Staat, bestuurde legaat-kardinaal Gabriele Condulmer Ancona. Hij was de latere paus Eugenius IV. Hij liet restauratiewerken uitvoeren aan de triomfboog van Trajanus (midden 15e eeuw).  
Medio 19e eeuw liet de stad de stadsmuren eromheen afbreken en zo kwam de triomfboog weer vrij te staan.
Tussen de 2 Wereldoorlogen werd de haven gemoderniseerd zodat de zee niet meer reikt tot tegen de triomfboog.